# Sorga (Auerbach/Vogtl.)
Sorga (vogtländisch und amtlich früher Sorge) ist ein Ortsteil des vogtländischen Auerbach. 1923 wurde der Ort dorthin eingemeindet.

## Lage und Geschichte
Sorga liegt nordwestlich von Auerbach und südlich von Rodewisch auf etwa 506 m. Bedeutendstes Gewässer auf Sorgaer Flur ist die Pöltzsch. Der Flurname ist Sorga m. Hinterhain. Hinterhain war der Ortsteil Sorgas bis zur Eingemeindung beider Orte nach Auerbach 1923. 
Sorga ist spätestens 1542 als uffm schafhoff die Sorge genant, gen Awerbach zum Schlosse gehorende ersterwähnt. Spätere Ortsnamensformen sind (Schafmeister zur Nauen) Sorg (1576), Sorga (1791), Sorga, Sorge, die Sorg (1824) und Sorge (1871), Sorge b. Auerbach und Sorge (Sorga)(beide 1875). Die ehemalige Landgemeinde entstand aus einer Gutssiedlung mit Häuslerabbauten. 1696, 1858 und 1875 ist ein Rittergut belegt. Für 1764 ist die Zugehörigkeit zum Rittergut Sorga belegt. 1871 gab es 21 Häuser.
| Jahr            | 1834 | 1871 | 1875 | 1890 | 1910 |
| --------------- | ---- | ---- | ---- | ---- | ---- |
| Einwohnerzahlen | 110  | 214  | 226  | 312  | 2226 |

1910 war Sorga unter den 69 Kommunen der Amtshauptmannschaft Auerbach auf Rang 13 der Einwohnerstatistik.

## Belege
1. ↑  Sorga (1) – HOV | ISGV. Abgerufen am 15. Februar 2023.
2. ↑  'Alphabetisches Taschenbuch sämmtlicher im Königreiche Sachsen belegenen Ortschaften und der besonders benannten Wohnplätze : mit Angabe der politischen Gemeinden, der Amtsgerichte, der Landgerichte, der Kreishauptmannschaften, der Amtshauptmannschaften und der Gendarmerie-Bezirke, der Gebäude- und Einwohnerzahlen am 1. Dezember 1875, sowie der Postbestellanstalten' - Digitalisat | MDZ. S. 213, abgerufen am 15. Februar 2023.
3. ↑  'Generalübersicht sämmtlicher Ortschaften des Königreichs Sachsen nach der neuen Organisation der Behörden mit Angabe ihrer Einwohner- und Häuserzahl am 1. December 1871 : Zusammengestellt vom K. sächs. statist. Bureau' - Digitalisat | MDZ. S. 31, abgerufen am 15. Februar 2023.